# Primera División de baloncesto 1962-63
La temporada 1962-63 de la Liga Española de Baloncesto fue la séptima edición de dicha competición. La formaron doce equipos, divididos en dos grupos de 6, jugando los dos primeros de cada equipo una liguilla para determinar el campeón, que disputaría al año siguiente la Copa de Europa, mientras que el último clasificado de cada grupo dispurtaría una eliminatoria de descenso. Comenzó el 13 de enero de 1963 y finalizó el 1 de mayo. El campeón fue por sexta vez el Real Madrid CF.

## Equipos participantes
| Equipo         | Sede      |
| -------------- | --------- |
| Real Madrid CF | Madrid    |
| Club Juventud  | Badalona  |
| CB Estudiantes | Madrid    |
| Picadero JC    | Barcelona |
| Club Tritones  | Zaragoza  |
| Club Águilas   | Bilbao    |
| CB Aismalíbar  | Moncada   |
| Club Agromán   | Madrid    |
| Canoe NC       | Madrid    |
| CD Layetano    | Barcelona |
| CF Barcelona   | Barcelona |
| UD Montgat     | Montgat   |

## Primera fase

### Grupo A
| Pos. | Equipo       | PJ | G | P | GF  | GC  | DG   | Pts | Clasificación o descenso |
| ---- | ------------ | -- | - | - | --- | --- | ---- | --- | ------------------------ |
| 1    | Real Madrid  | 10 | 9 | 1 | 808 | 487 | +321 | 19  | Avanza a la Fase final   |
| 2    | Estudiantes  | 10 | 8 | 2 | 672 | 537 | +135 | 18  | Avanza a la Fase final   |
| 3    | Tritones (R) | 10 | 5 | 5 | 460 | 534 | −74  | 15  | Abandono                 |
| 4    | Agromán      | 10 | 3 | 7 | 477 | 588 | −111 | 13  |                          |
| 5    | Águilas      | 10 | 3 | 7 | 494 | 617 | −123 | 13  |                          |
| 6    | Real Canoe   | 10 | 2 | 8 | 466 | 614 | −148 | 12  | Promoción de descenso    |

 Fuente: Linguasport
Notas:
1. ↑  El Club Tritones renunciaría a su plaza al término de la temporada, siendo sustituido por el CN Helios.
2. ↑  El Canoe es nuevamente salvado en los despachos, ya que se ampliaba el número de equipos a 14 al año siguiente, invitando además al campeón de Segunda División, el Sevilla CF.

### Grupo B
| Pos. | Equipo        | PJ | G  | P  | GF  | GC  | DG   | Pts | Clasificación o descenso |
| ---- | ------------- | -- | -- | -- | --- | --- | ---- | --- | ------------------------ |
| 1    | Picadero      | 10 | 10 | 0  | 676 | 510 | +166 | 20  | Avanza a la Fase final   |
| 2    | Juventud      | 10 | 6  | 4  | 657 | 561 | +96  | 16  | Avanza a la Fase final   |
| 3    | Aismalíbar    | 10 | 6  | 4  | 624 | 548 | +76  | 16  |                          |
| 4    | Layetano      | 10 | 5  | 5  | 545 | 563 | −18  | 15  |                          |
| 5    | Montgat       | 10 | 3  | 7  | 567 | 628 | −61  | 13  |                          |
| 6    | Barcelona (O) | 10 | 0  | 10 | 440 | 699 | −259 | 10  | Promoción de descenso    |

 Fuente: Linguasport

## Fase final
| Pos. | Equipo          | PJ | G | P | GF  | GC  | DG   | Pts | Clasificación o descenso           |
| ---- | --------------- | -- | - | - | --- | --- | ---- | --- | ---------------------------------- |
| 1    | Real Madrid (C) | 6  | 5 | 1 | 531 | 410 | +121 | 11  | Clasificado para la Copa de Europa |
| 2    | Estudiantes     | 6  | 3 | 3 | 405 | 419 | −14  | 9   |                                    |
| 3    | Juventud        | 6  | 3 | 3 | 391 | 473 | −82  | 9   |                                    |
| 4    | Picadero        | 6  | 1 | 5 | 370 | 395 | −25  | 7   |                                    |

 Fuente: Linguasport
| Campeón 1962-63 |
| --------------- |
| Real Madrid     |

### Promoción de descenso
| Equipo 1   | Series | Equipo 2  | 1.er partido | 2.º partido | 3.er partido |
| ---------- | ------ | --------- | ------------ | ----------- | ------------ |
| Real Canoe | 0–2    | Barcelona | 50–60        | 39–46       | 0            |

## Máximos anotadores
| Pos. | Nombre             | Equipo         | Puntos |
| ---- | ------------------ | -------------- | ------ |
| 1.   | Emiliano Rodríguez | Real Madrid CF | 319    |
| 2.   | Alfonso Martínez   | Picadero JC    | 225    |